# Брюс Краудер
Брюс Краудер (англ. Bruce Crowder, нар. 25 березня 1957, Ессекс) — канадський хокеїст, що грав на позиції крайнього нападника. Згодом — хокейний тренер.
Його рідний брат Кіт також хокеїст.

## Ігрова кар'єра
Хокейну кар'єру розпочав 1975 року.
1977 року був обраний на драфті НХЛ під 153-м загальним номером командою «Філадельфія Флаєрс». 
Протягом професійної клубної ігрової кар'єри, що тривала 7 років, захищав кольори команд «Бостон Брюїнс» та «Піттсбург Пінгвінс».
Загалом провів 274 матчі в НХЛ, включаючи 31 гру плей-оф Кубка Стенлі.

## Тренерська робота
З сезону 1987/88 асистент головного тренера команди з Університету Мен, з 1992 головний тренер команди. 
У 1996 очолює університетську команду Північно-Східного університету, на цій посаді він пропрацював 9 сезонів.  

## Статистика
| Сезон        | Клуб                    | Ліга         | Регулярний сезон | Регулярний сезон | Регулярний сезон | Регулярний сезон | Регулярний сезон | Плей-оф | Плей-оф | Плей-оф | Плей-оф | Плей-оф |
| Сезон        | Клуб                    | Ліга         | І                | Г                | П                | О                | ШХ               | І       | Г       | П       | О       | ШХ      |
| ------------ | ----------------------- | ------------ | ---------------- | ---------------- | ---------------- | ---------------- | ---------------- | ------- | ------- | ------- | ------- | ------- |
| 1975–76      | «Нью-Гемпшир Вайлдкетс» | НКАА         | 31               | 6                | 12               | 18               | 14               | —       | —       | —       | —       | —       |
| 1976–77      | «Нью-Гемпшир Вайлдкетс» | НКАА         | 39               | 9                | 9                | 18               | 28               | —       | —       | —       | —       | —       |
| 1977–78      | «Нью-Гемпшир Вайлдкетс» | НКАА         | 30               | 10               | 35               | 45               | 58               | —       | —       | —       | —       | —       |
| 1978–79      | «Нью-Гемпшир Вайлдкетс» | НКАА         | 35               | 22               | 30               | 52               | 34               | —       | —       | —       | —       | —       |
| 1979–80      | «Мен Марінерс»          | АХЛ          | 49               | 16               | 11               | 27               | 23               | 11      | 3       | 1       | 4       | 13      |
| 1980–81      | «Мен Марінерс»          | АХЛ          | 68               | 25               | 19               | 44               | 94               | 20      | 11      | 6       | 17      | 29      |
| 1981–82      | «Бостон Брюїнс»         | НХЛ          | 63               | 16               | 11               | 27               | 31               | 11      | 5       | 3       | 8       | 9       |
| 1981–82      | «Ері Блейдс»            | АХЛ          | 15               | 6                | 6                | 12               | 6                | —       | —       | —       | —       | —       |
| 1982–83      | «Бостон Брюїнс»         | НХЛ          | 80               | 21               | 19               | 40               | 58               | 17      | 3       | 1       | 4       | 34      |
| 1983–84      | «Бостон Брюїнс»         | НХЛ          | 74               | 6                | 14               | 20               | 44               | 3       | 0       | 0       | 0       | 0       |
| 1984–85      | «Піттсбург Пінгвінс»    | НХЛ          | 26               | 4                | 7                | 11               | 23               | —       | —       | —       | —       | —       |
| Усього в НХЛ | Усього в НХЛ            | Усього в НХЛ | 243              | 47               | 51               | 98               | 156              | 31      | 8       | 4       | 12      | 43      |